# 祝福のカンパネらじお
祝福のカンパネらじお(しゅくふく-)は、ういんどみるから発売されたPCゲーム「祝福のカンパネラ」に関連した内容を扱うインターネットラジオ番組である。2008年10月8日から2009年3月25日まで、隔週水曜日に配信が行われ、放送回数は全13回。略称は「パネらじ」。
番組独自のリスナーの呼称は「パネラー」、挨拶は「パネェっす」。
番組キャッチフレーズは「あなたに、祝福の鐘が鳴り響きますように」。

## パーソナリティ
- 成瀬未亜（サルサ・トルティア役）
- 後藤麻衣（リトス・トルティア役）

## テーマ曲

### オープニング・エンディング
- 祝福のカンパネラ（歌：佐藤ひろ美、NANA）

ジングルにも使用されている。ゲームのオープニングテーマである。

### その他
- 銀月 ～La lune de l'argent～（ジングル、「流星群に願いを」タイトルコールBGM）

祝福のカンパネラに登場するチェルシー・アーコットのキャラクターソング。

## コーナー
- 集まれ！ちょこっと冒険者

リスナーが経験した小さな冒険を紹介するコーナー。コーナーの最後にはパーソナリティの2人も与えられた課題（ちょこっと冒険）に挑戦する。音声だけでは伝わりにくいちょこっと冒険も多い。
- 流星群に願いを

パーソナリティの2人がエールの流れる間に、リスナーの願いを頑張って3回唱えるコーナー。
- トルティアインフォメーション

祝福のカンパネラに登場するトルティア姉妹（サルサ・トルティア、リトス・トルティア）が作品に関する宣伝をするコーナー。ういんどみるのシナリオライター、サイトウケンジが台本を手がけている。
最初はただのドラマコーナーだったが、いつの間にか番組のメインとも言えるほどの人気コーナーになっていた。

## 備考
- 時折聞こえる女性の笑い声は、構成作家のもの。
- 番組の最終回では、飲食店での収録が行われた。

## CD

### 祝福のカンパネらじお
ラジオCD、ういんどみる、HBMS-310、2009年8月14日発売。
コミックマーケット76で発売。
全13回分の配信内容と特別番組がWMA形式で収録されている。
データトラックのみで、オーディオトラックはない。
特別番組は「祝福のカンパネらじおCD! おんもスペシャルin沖縄!」と題し、沖縄で番組を行った模様が収録されている。
また、PUSH!! 2009年9月号の「PUSH!!出張版☆成瀬未亜の徒然日記」第3回に、成瀬がこの時の旅行の様子を4コマで描いている。